# Mosevrå Kirke
Mosevrå Kirke er en kirke i Blåvandshuk Sogn i Varde Kommune.
Kirkens præst hedder Lisbeth Krogh Isaksen.

## Inventar
I kirken hænger der et 79 cm langt kirkeskib, der forestiller briggen "Troen". Skibet er bygget af gårdejer Gunde Pedersen i Grærup, og skænket kirken af forhenværende gårdejer Villads Villadsen og hustru i Vejers. Skibet er ophængt i ca. 1905.
Mosevrå Kirke og Oksby Kirke blev oprettet efter Oksby gamle kirke blev revet ned i 1891.
De to kirker ligner hinanden til forveksling, men de er også bygget af samme arkitekt.
Mosevrå Kirke ligger i det fredede område, der i dag bliver brugt til øvelsesområde for militæret. Kirken er stadig i brug men er kun åben på begrænsede tidspunkter.

## Eksterne kilder og henvisninger
- Wikimedia Commons har flere filer relateret til Mosevrå Kirke
- Henningsen, Henning 1958: Kirkeskibe i Ribe Amt. Fra Ribe Amt 1958 s. 353-369.
- Mosevrå Kirke hos KortTilKirken.dk
- Mosevrå Kirke i bogværket Danmarks Kirker (udg. af Nationalmuseet)
- Gravsteder på Mosevrå Kirkegård